# Сифон (явление)
Сифон (сифонное явление) — разрежение в верхней точке трубопровода, создаваемое внутри этого трубопровода за счёт падения столба жидкости. Такой трубопровод чаще всего называют сифонным.
Действие сифона обеспечивает непрерывное движение жидкости из сосуда с большим давлением в сторону меньшего давления. Если давление в сосудах будет одинаковым, то движения не будет.
Особенностью действия сифона (или сифонного эффекта) является то, что давление в нисходящем участке трубопровода ниже давления окружающей среды. Давление в таком трубопроводе измеряют с помощью обратного пьезометра. Минимальная величина давления сифона ограничена давлением, равным упругости паров жидкости при температуре окружающей среды.
Для расчета величины сифона (давления) в данном сечении используют уравнение Бернулли.